# Julian Opie
Julian Opie, född 1958 i London, är en engelsk bildkonstnär och skulptör.
Opie är mest känd för sina stiliserade porträtt, där de avporträtterade har prickar till ögon och streck till munnar. Flera porträtt finns på National Portrait Gallery i London. Julian Opie har gjort skivomslag till popgruppen Blur.